# Aloysius Zichem
Aloysius Ferdinandus Zichem C.ss.R. (Paramaribo, 28 februari 1933 - Paramaribo, 13 november 2016) was een Surinaams geestelijke van de Rooms-Katholieke Kerk en gedurende 32 jaar bisschop van Paramaribo.
Zichem trad op 8 september 1955 in bij de congregatie van de Allerheiligste Verlosser (Redemptoristen), waar hij op 14 augustus 1960 tot priester gewijd.
Op 2 oktober 1969 volgde zijn benoeming tot hulpbisschop van Paramaribo en titulair bisschop van Fuerteventura. Zijn bisschopswijding vond plaats op 8 februari 1970 door Stephanus Kuijpers, toenmalig bisschop van het bisdom Paramaribo. Als wapenspreuk koos Zichem Amore traxit omnia (Uit liefde heeft hij alles tot zich getrokken), een citaat uit de hymne Vexilla Christus van de Lauden van Christus Koning.
Op 30 augustus 1971, pas 38 jaar oud, werd Zichem benoemd tot bisschop, als opvolger van Kuijpers die met emeritaat ging. Zijn installatie vond plaats op 24 oktober 1971.
Op 1 januari 2003 werd Zichem getroffen door een beroerte. Als gevolg hiervan was hij genoodzaakt zijn ontslag aan te bieden, dat op 9 augustus 2003 werd verleend. Hij werd opgevolgd door De Bekker, die geboren is en gestudeerd heeft in Nederland.
Zichem was de eerste geboren Surinamer die aan het hoofd van de RK Kerk in Suriname heeft gestaan; zijn voorgangers en ook zijn directe opvolger waren allen Nederlandse missionarissen.
Op 19 november 2016 werd in de Kathedrale Basiliek Sint-Petrus-en-Paulus een Avondwake/Vespersviering gehouden i.v.m. zijn overlijden. Op 20 november 2016 werd Zichem te Paramaribo begraven.